# Lokvari
Lokvari su naseljeno mjesto u sastavu Grada Banje Luke, Republika Srpska, BiH.

## Stanovništvo
| Lokvari            |              |
| godina popisa      | 1991.        |
| Hrvati             | 0            |
| Srbi               | 322 (99,07%) |
| Muslimani          | 0            |
| Jugoslaveni        | 0            |
| ostali i nepoznato | 3 (0,92%)    |
| ukupno             | 325          |